# Белокриничный (Белгородская область)
Белокриничный — хутор в Шебекинском городском округе Белгородской области России.

## География
Находится в южной части Белгородской области, в лесостепной зоне, в пределах юго-восточных отрогов Среднерусской возвышенности, на берегу одного из левых притоков реки Нежеголи, на расстоянии примерно 8 километров (по прямой) к востоку от Шебекина, административного центра района. Абсолютная высота — 132 метра над уровнем моря.

### Климат
Климат характеризуется как умеренно континентальный, с холодной зимой и жарким летом. Среднегодовая температура воздуха — 7,7 °C. Абсолютный минимум температуры воздуха самого холодного месяца (января) — −38 °C, абсолютный максимум температуры воздуха самого тёплого месяца (июля) — 41 °C. Безморозный период длится около 153 дней. Годовое количество атмосферных осадков — 520 мм, из которых большая часть выпадает в тёплый период. Снежный покров держится в течение109 дней.

## Население
| 2002 | 2010 |
| ---- | ---- |
| 11   | ↘4   |

### Половой состав
По данным Всероссийской переписи населения 2010 года в гендерной структуре населения мужчины составляли 50 %, женщины — соответственно также 50 %.

### Национальный состав
Согласно результатам переписи 2002 года, в национальной структуре населения русские составляли 100 %.